# Císařská falc v Goslaru
Císařská falc (německy Kaiserpfalz), sídlo císařů Svaté říše římské, je komplex budov na jihu města Goslar na úpatí kopce Rammelsberg. V 11. století, kdy zde rádi přebývali císařové ze sálské dynastie, o této falci kronikář Lampert z Hersfeldu psal jako o „nejslavnějším sídle říše.“ V roce 1992 byla falc spolu s dalšími památkami v Goslaru a okolí zapsána na seznam kulturního dědictví UNESCO.

## Historie
Císař Jindřich II. vybudoval na místě dnešní falce dvorec. Jeho nástupce Konrád II. zde mimo jiné založil kostel a následující císař Jindřich III. Černý pak s pomocí architekta a budoucího biskupa Benna II. z Osnabrücku komplex v zásadě dostavěl. Palác je dlouhý 54 metrů, široký 18 metrů a má dvě patra: Sál v horním patře se nazývá Letní a ve spodním Zimní. Po smrti Jindřicha III. v Goslaru několik týdnů pobýval i papež Viktor II., který zde řešil předání moci nástupci Jindřicha III. O letnicích v roce 1063 proběhl v katedrále krvavý „goslarský spor o přednost“ (Goslarer Rangstreit). Motivem bylo, že přítomní hodnostáři se nedokázali dohodnout na zasedacím pořádku, a tak za přítomnosti Jindřicha IV. sáhli ke zbraním a spor skončil několika mrtvými. V roce 1132 se zřítil sál císařského paláce, ale byl rychle obnoven. V červenci 1219 zde Fridrich II. Štaufský uspořádal říšský sněm. Falc byla restaurována v roce 1867 a v roce 1875 vznikly obrazy vyobrazující důležité okamžiky německých dějin, které namaloval Hermann Wislicen z Düsseldorfu.

## Budovy
Falc sestává z více budov. Je zde předsíň zbořeného kostela sv. Šimona a Judy, kaple Panny Marie, budovy kurie, kostel sv. Tomáše a kaple sv. Oldřicha, které je napojena na palác.

### Kostel sv. Šimona a Judy
Kostel byl vysvěcen 2.7.1051 arcibiskupem Hermannem z Kolína nad Rýnem. V době vysvěcení se stal největším kostelem na východ od Rýna. Kostel se stal předlohou pro mnoho církevních staveb na severu Německa např. pro katedrálu v Brunšviku. V roce 1819 byl kostel prodán k demolici. Z kostela se dohchovala severní předsíň, přistěvěná okolo roku 1150. Na portálu uprostřed je zobrazena Madona, pod ní jsou zobrazeni Jindřich III. a patroni dómu Šimon, Matouš a Juda. Další postavy nebyli identifikovány. V předsíni se uchovává replika císařského trůnu.

### Kaple Panny Marie
Patrová kaple na západní straně paláce. Horní patro, které mělo mramorovou podlahu, bylo určeno císařské rodině a spodní část byla určena pro obyčejné lidi.

### Farní kostel sv. Tomáše
V areálu se nachází kostel sv. Tomáše, který byl postaven v 11. století. V červenci 1527 se stal farním kostelem, protože původní farní kostel sv. Jana byl zničen.

### Kaple sv. Oldřicha (Ulricha)
Jedná se o dvoupatrovou románskou kapli, která je napojena přímo na hlavní budovu. V dolní kapli se nachází sarkofág, na něm je zobrazen Jindřich III. Černý. V sarkofágu je zlatá osmiboká kapsle a v ní je uchováváno srdce Jindřicha III.